# Perifériás vénakanül

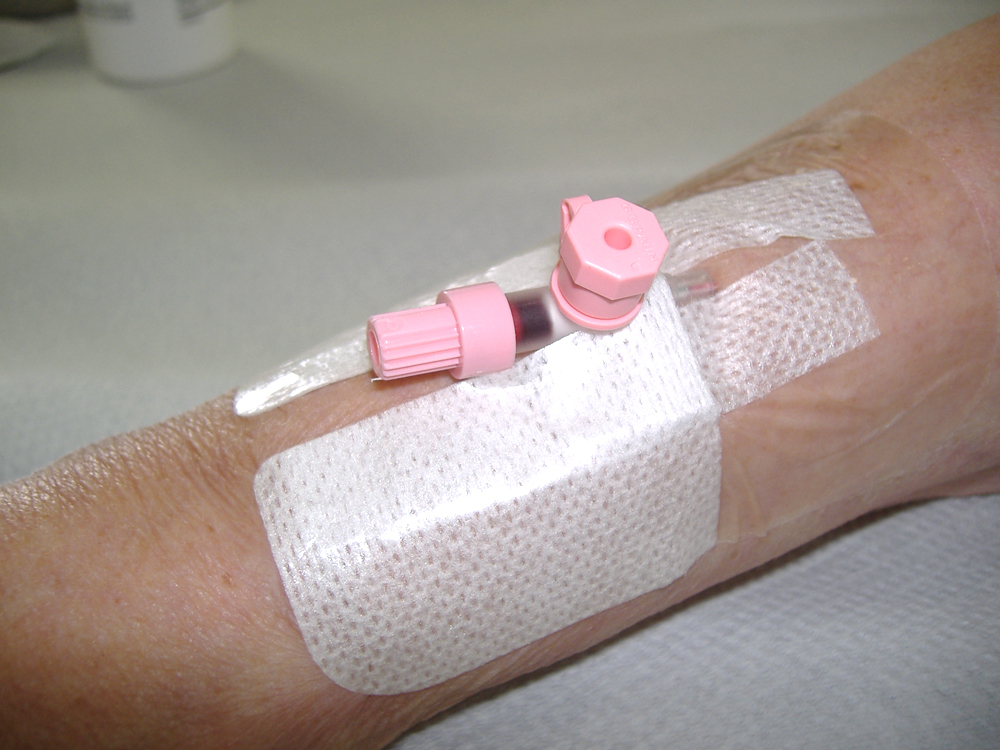
Perifériás vénakanül

A perifériás vénakanül  vagy branül a B. Braun Magyarország cég találmánya, a kanülök családjába tartozik. A kizárólag Magyarországon használatos branül név a termék fantázianevéből, a Braunüle®-ből származik.

## A vénakanül felépítése
- Mandrin vagy vezetőtű: a véna punkciójára és a branül vezetésére szolgál;
- a cső műanyagból készül (teflon), röntgennel kimutatható, ennek az esetleges beszakadásoknál van jelentősége.

## Használata
Megfelelő fertőtlenítés után a véna felett tompaszögben pungálnak. Mikor az ablakban megjelenik a vér, a branült kb. 2 milliméterrel feljebb tolják. Ezután a műanyag részt a rögzítőszárnyak segítségével a vénába tolják, közben a mandrin helyzete változatlan. Miután a műanyag csövecske teljesen a vénában van, a mandrint eltávolítják, a csatlakozó részre infúziós szereléket csatlakoztatnak vagy ledugaszolják a branült és feltöltik steril folyadékkal (heparinos oldat, 0,9%-os konyhasó-oldat stb.). Végül megfelelően rögzítik a bőrhöz.

## Lehetséges szövődményei
A branül körülbelül 72 órán át maradhat egy helyen. Ha tovább a vénában hagyják, vénagyulladás lehet a következménye.

## Csatlakozó szócikkek
- Port

## Külső hivatkozások
- Perifériás vénakanül[halott link]
- Braunüle márkanév[halott link]